# ICN Business School
ICN Business School és una escola de negocis europea amb seus a La Défense, Berlín, Nuremberg i Nancy. Va ser fundada el 1905. ICN se situa entre les escoles de negocis més ben valorades del món: el 2019 va ocupar la seixanta-novè posició a la llista de les millors escoles de negocis europees publicada pel Financial Times. ICN imparteix també un programa de doctorat i diferents programes de màster d'administració especialitzats en màrqueting, finances, emprenedoria i altres disciplines. Els programes de l'escola compten amb una triple acreditació, a càrrec dels organismes AMBA, EQUIS i AACSB. Per l'escola hi han passat més de 15.000 estudiants que després han ocupat llocs de responsabilitat en el món dels negocis i la política, com ara Nicolas Thévenin (Arquebisbe catòlic francès) i Masséré Touré (Polític ivorià).